# Vera, um in univerza - spomini in refleksije
Vera, um in univerza - spomini in refleksije (nemško Glaube, Vernunft und Universität - Erinnerungen und Reflexionen) je naslov predavanja, ki ga je imel papež Benedikt XVI. na Univerzi v Regensburgu 12. septembra 2006. Papež je imel predavanje v sklopu obiska Bavarske, kjer je prej deloval kot kardinal, pred tem pa je bil tudi profesor teologije na regensburški univerzi. Predavanje je sprožilo razburjenje muslimanov po svetu, še posebej navedek bizantinskega cesarja Manuela II. iz 14. stoletja z odlomkom iz cesarjevega disputa z islamskim teologom:
Pokaži mi, kaj je novega prinesel Mohamed, in videl boš le slabo in nečloveško. Na primer ukaz širiti vero, ki jo je učil, z mečem.

## Odziv
Citat je sprožil ogorčene odzive v islamskem svetu, ki so razumljivi zaradi temeljnega prepričanja muslimanov, da je prerok Mohamed bil poslan od istega, Abrahamovega Boga, ki ga častijo judovski in krščanski verniki z namenom, da dopolni sporočilo, ki ga vsebuje Sveto pismo Stare in Nove zaveze.
Papež se je po dogodku v javnih nastopih večkrat ozrl na dogodek. Mnenja, ali se je primerno opravičil za besede, ki so jih številni muslimani razumeli kot žalitev, so različna.
Mnenje, ki ga deli veliko zahodnih analitikov, je, da bi papež moral biti bolj previden pri izbiri citatov. Nekateri gredo še dlje in trdijo, da kot razumnik in profesor teologije papež ni mogel spregledati spornosti citata, ki nima posebno pomembne vloge niti v zgodovini verstev, niti v njegovem predavanju v celoti. Bolj verjetno naj bi šlo za namerno dejanje. Papež naj bi s tem nakazal drugačno stališče do islama, kot ga je izpričeval Janez Pavel II., prvi papež, ki je uradno vstopil v mošejo in s tem izrazil spoštovanje do islama.